# Мольца, Тарквиния
Тарквиния Мольца (итал. Tarquinia Molza, 1 ноября 1542 — 8 августа 1617) — итальянка-певица, поэт и естествоиспытатель. Она считалась виртуозом и многие художественные произведения были посвящены ей; Франческо Патрици писал о её пении в своём трактате "Любовная философия", и она была, скорее всего, первой певицей с опубликованными биографиями, посвящёнными ей (Opuscoli inediti di Tarquinia Molza modenese авторства Д. Ванделли). Она была связана с известным Concerto delle donne, хотя пела ли она с ними или тренировала их, неясно. Мольца также играла на виоле-бастарда.

## Биография
Мольца родилась в Модене, и она была внучкой или племянницей поэта Франческо Марии Мольцы. Она вышла замуж за Паоло Поррино в 1560 году и стала вдовой в 1579 году. К 1583 году она жила в Ферраре как официальная фрейлина Маргариты Гонзага. Мольца была уволена с должности в 1589 году из-за романа с мантуйским композитором Жаком де Вертом, после чего уехала в Мантую. Неприемлемость дела, по всей видимости, заключалась скорее не непосредственно в сексуальных прегрешениях, считавшихся незначительными в дворянской среде, но в связи с представителем «обслуживающего» класса, к которому, как считалось, относились такие композиторы, как де Верт.
Мольца была также известна как учёный, изучавший астрономию и математику, а также поэзию, изобразительное искусство и языки.